# Zaccan Petroso
Zaccan Petroso, Petroso, Kamenisciakan o Comegnak (in croato: Kameni Žakan) è un isolotto disabitato della Dalmazia settentrionale in Croazia che fa parte delle isole Incoronate; si trova nel mare Adriatico, a sud dell'isola Incoronata. Amministrativamente appartiene al comune di Morter-Incoronate, nella regione di Sebenico e Tenin.

## Geografia
Zaccan Petroso si trova 280 m a sud di Zaccan e circa 650 m a ovest dell'isolotto del Monte.  L'isolotto ha una forma irregolare e una piccola baia si apre a sud (uvala Južna). La sua superficie è di 0,315 km² e lo sviluppo costiero di 2,79 km, la sua altezza massima è di 30 m.
Assieme alle isolette Gomigna, Lunga, Zaccan e Zaccanar Piccolo, racchiude il tratto di mare denominato Porto Zaccan (Luka Žacan).

### Isole adiacenti
- Zaccanar Piccolo[11], Zoknaz[6][8] o Comignak piccolo[12]  (Jančar) scoglio di forma ovale con una superficie di 0,058 km²[1], uno sviluppo costiero di 0,97 km[1] e l'altezza di 16 m[2]; si trova 460 m[2] a sud di Zaccan, di fronte a valle Zaccan (uvala Žakan), e 170 m[2] a ovest di Zaccan Petroso 43°43′11″N 15°25′50″E.
- Zaccanaz[4], piccolo Zoknaz[6][8] o Xakunzi[12] (Žacanac), piccolo scoglio nelle acque di Porto Zaccan, 160 m[2] a nord-ovest di Zaccanar Piccolo e 580 m[2] a ovest di Zaccan Petroso; ha un'area di 7193 m²[13], una costa lunga 319 m[13] e un'altezza di 8 m[2] 43°43′17″N 15°25′39″E.
- Zaccan (Ravni Žacan), a nord.
- Monte (Škulj), a est.
- Scogli Perdussa o Perdusa[14]:
  - Perdussa Grande[15] o Randuzza[6][8] (Prduša Vela), scoglio di forma allungata (560 m circa di lunghezza[2]) con una superficie di 0,045 km²[1], uno sviluppo costiero di 1,25 km[1] e un'altezza di 23 m[2]; circa 600 m[2] a sud-est  (43°42′55″N 15°27′00″E).
  - Perdussa Piccola[16] o Randuzza piccola (Prduša Mala), scoglio rotondo con una superficie di 0,025 km²[1] uno sviluppo costiero di 0,58 km[1] e un'altezza di 23 m[2]; circa 1,1 km a sud-est 43°42′33″N 15°27′10″E.

### Cartografia
- (HR) Mappa topografica della Croazia 1:25000, su preglednik.arkod.hr. URL consultato il 3 ottobre 2017.
- G. Giani, Carta prospettiva delle Comuni censuarie della Dalmazia, fogli 5 e 6, 1839. Fondo Miscellanea cartografica catastale, Archivio di Stato di Trieste.
- Carta di cabottaggio del mare Adriatico, foglio VII, Milano, Istituto geografico militare, 1822-1824. URL consultato il 3 ottobre 2017 (archiviato dall'url originale il 13 aprile 2013).